# Doina Bica

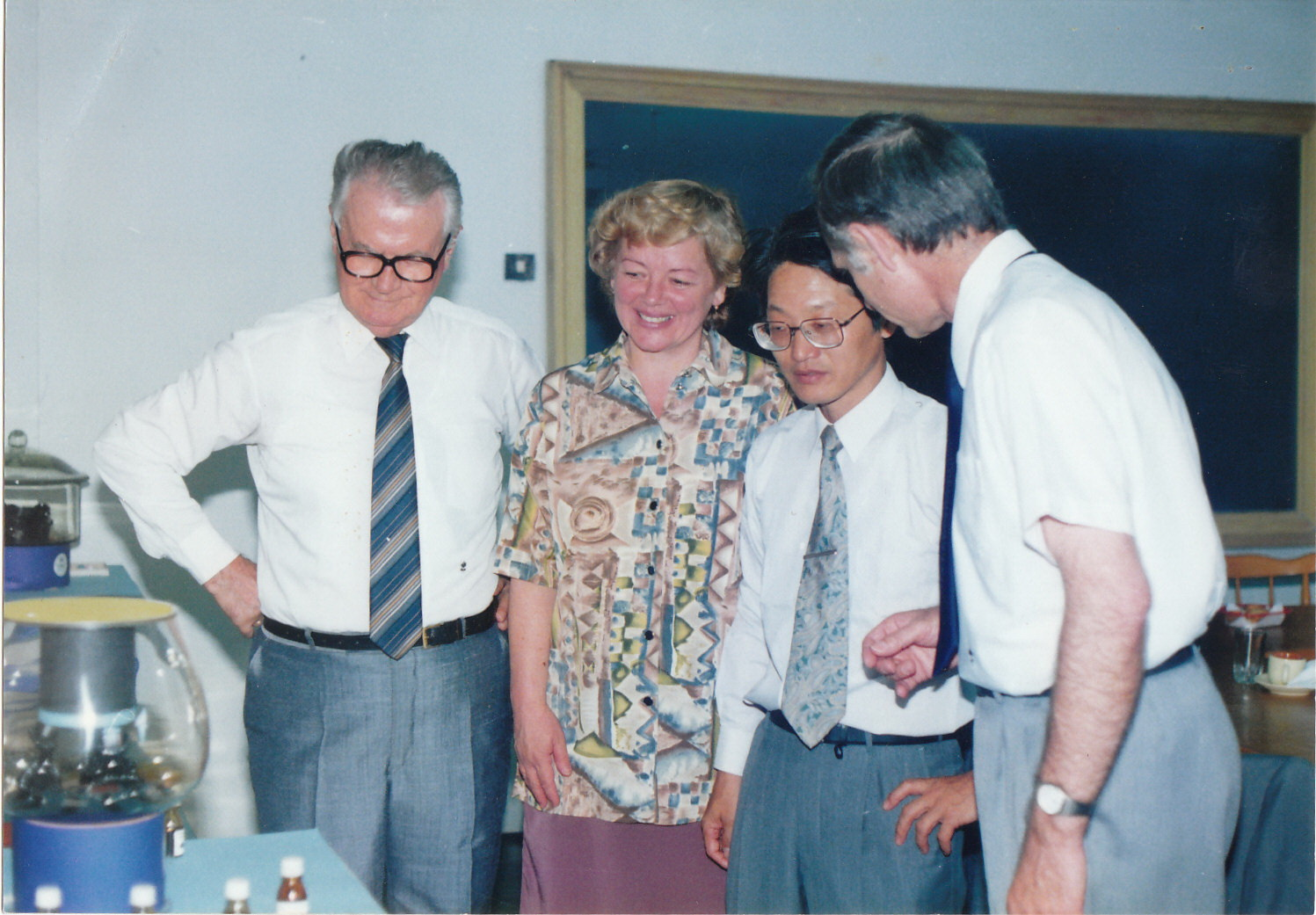

Doina Bica (n. 2 septembrie 1952, Odvoș, județul Arad – d. 2007) a fost o chimistă și cercetătoare română, cunoscută în special pentru contribuțiile sale în domeniul fluidelor magnetice.

## Studii
A obținut diploma de maturitate la Liceul Teoretic din Lipova în 1971. În perioada 1971-1975 a fost studentă la Universitatea din Timișoara, Facultatea de Fizică-Chimie, unde a obținut diploma de licență în 1975.

## Cariera
După absolvirea facultății, și-a facut ucenicia în funcția de chimist la Laboratorul CTC de la Întreprinderea de Prelucrare a Lemnului din Timișoara.
În anul 1980 a ocupat prin concurs funcția de cercetător științific la Laboratorul de Lichide Magnetice, Catedra de Mașini Hidraulice a Universității Politehnica din Timișoara, în cadrul colectivului multidisciplinar înființat și condus de Academician Ioan Anton. În 1993 a obținut, cu conducerea științifică a prof. dr. ing. Vasile Părăușanu, titlul de Doctor în Chimie la Universitatea Politehnică din București cu teza „Sinteza unor sisteme organice cu proprietăți magnetice”, care a consacrat-o ca cercetător științific în domeniul fluidelor magnetice și aplicațiilor acestora în tehnică, biologie și medicină. Începând cu anul 1994 Dr. Doina Bica a ocupat funcția de cercetător principal II, iar apoi din 1997 funcția de cercetător principal I în cadrul Laboratorului de Lichide Magnetice, Centrul de Cercetări Tehnice Fundamentale și Avansate - Filiala Timișoara a Academiei Române, respectiv la Centrul Național pentru Ingineria Sistemelor cu Fluide Complexe de la Universitatea Politehnica din Timișoara. În ultimii ani de viață a lucrat la transpunerea la scară industrială (micropilot) la SC ROSEAL SA Odorhei a procedeelor de sinteză a nanofluidelor magnetice, prin care România a devenit producătoare de nanofluide magnetice și de etanșări rotitoare magnetofluidice.

## Publicații

### Edituri din țară
- L.Vékás, Doina Bica, M. Rașa, Oana Bălău, I. Potencz, Daniela Gheorghe, Magnetic Fluids-a special category of nanomaterials. Preparation and complex characterization methods, în: Micro and nanostructures, Editori: D. Dascălu, Gh. Păun, E. Pincovschi, V. Țopa, V. Voicu, Editura Academiei Române (2001) p. 127-158.[3].
- L. Vékás, Doina Bica, Nano și micro sisteme disperse magnetizabile în medii lichide, în: I. Șora, D. Nicoară, N. Muntean, Echipamente electroacustice pentru procesarea performantă în medii lichide, Editura Orizonturi Universitare, Timișoara, p. 173-217 (2002)[4]
- I. Borbáth, Z. Kacso, L. David, I. Potencz, Doina Bica, Oana Marinică, L. Vékás, Applications of magnetic nanofluids in rotating seals, In: Convergence of micro-nano-biotechnologies, Series Micro- and Nanoengineering, Editura Academiei Române, p. 200-210 (2006)[5].

### Edituri din străinătate
- L. Vékás, I. Potencz, Doina Bica, R. Minea, The behaviour of magnetic fluids under strong nonuniform magnetic field in rotating seals, J. Magn. Magn. Mater., 65, 223-226 (1987)[6]

## Articole științifice
De asemenea, Dr. Doina Bica a contribuit la 38 de articole științifice publicate în reviste de specialitate cotate în sistemul ISI Thompson (USA), 10 articole științifice publicate în reviste ale Academiei Române, cât și 14 articole științifice publicate în reviste de specialitate din străinătate necotate (la data publicării) în sistemul ISI.

## Patente
Doina Bica a co-înregistrat la OSIM mai multe patente, dintre cele mai importante fiind:
- Doina Bica, G. Butnaru, M. Goian, L. Vékás; Unguent magnetic și procedeu de obținere. Romanian Patent RO 105049 (1992)
- Doina Bica, G. Butnaru, M. Goian, L.Vékás; Lichide magnetice pe bază de uleiuri vegetale și procedeu de obținere (Vegetal oils based magnetic liquids and procedure for obtaining). Romanian Patent RO 105048 (1992)
- Doina Bica, I. Potencz, L.Vékás, G. Giula, F. Potra; Procedeu de obținere a unor fluide magnetice pentru etanșări. Romanian Patent RO 115533B1 (2000)
- Doina  Bica, L. Vékás, F. Balanean, I. Borbath, T. Boros, D. Galffy; Procedeu de obținere de nanofluide magnetice si fluide magnetice compozite cu magnetizație de saturație ridicată și foarte ridicată pentru etanșări rotitoare. Romanian Patent RO 122725B1 (2009)
- V. Damian, D. Apostol, F. Garoi, L. Vékás, Doina Bica, M.I. Piso, A. Damian; Sistem optic adaptiv, cu lichid magnetic. Romanian Patent RO 123435B1 (2012)